# Vintern 1894–1895 i Storbritannien
Vintern 1894–1895 i Storbritannien var mycket sträng, med CET på 1,2C.  Det ledde till massarbetslöshet, och problem för sjötrafiken på Themsen. 

## December 1894
December 1894 började som en mild månad, först sista veckan slog köldvindarna till, och snön och frosten kom. 
18 centimeter snö rapporterades i Norfolk vid månadens slut. Månadens medelsnittstemperatur var 5,1C

## Januari 1895
Många ställen var täckta av snö. I Oxford föll snön 8 centimeter den 6 januari. Låga temperaturer nedtecknades, med -11C i delar av Norfolk och -18C i delar av Skotska högländerna. Frusen dimma uppstod, och en maximumtemperatur på -5C nedtecknades i Ross-on-Wye under frusen dimma.
Mild luft från Atlanten samt omfattande snöfall rapporterades, på sina ställen med snödjup på mellan 8 och 15 centimeter.

### Februari 1895
Temperaturer på -20C eller mer var vanliga, -27,2C nedtecknas i Braemar den 11 februari, den lägsta någonsin i Storbritannien,
- 7: -21,7
- 8: -25,0
- 9: -23,9
- 10: -25,6
- 11: -27,2
- 12: -20,6
- 13: -21,9
- 14: -21,7
- 16: -23,9
- 17: -23,9
- 18: -23,9
- 19: -22,2

## Kallast (CET)
- Kallast dagliga CET-maximum: -4,5C 6 februari 1894
- Kallast dagliga CET-minimum: -13,5C 8 februari 1894
- Mildast dagliga CET-maximum: 11,2C 13 december 1894

### Fotnoter
1. ↑  ”The Weather”. The Times. 15 februari 1985. http://www.ukweatherworld.co.uk/forum/index.php?/topic/49395-the-severe-winter-1894-95-a-special-report-with-times-reports/. Läst 21 april 2012.
2. ↑  TORRO: British extremes: minimum temperatures Arkiverad 16 juli 2011 hämtat från the Wayback Machine.